# Saks, Alabama
Saks är en ort (CDP) i Calhoun County, i delstaten Alabama, USA. Enligt United States Census Bureau har orten en folkmängd på 10 744 invånare (2010) och en landarea på 31,5 km².